# هوتاکا ناکامورا
هوتاکا ناکامورا (ژاپنی: 中村 帆高؛ زادهٔ ۱۲ اوت ۱۹۹۷) یک بازیکن فوتبال اهل ژاپن است.
از باشگاه‌هایی که در آن بازی کرده‌است می‌توان به باشگاه فوتبال توکیو اشاره کرد.